# غودموندور كريستجانسون
غودموندور كريستجانسون هو لاعب كرة قدم آيسلندي في مركز الوسط، ولد في 1 مارس 1989 في كوبافوغور في آيسلندا. شارك مع منتخب آيسلندا تحت 17 سنة لكرة القدم ومنتخب آيسلندا تحت 19 سنة لكرة القدم ومنتخب آيسلندا تحت 21 سنة لكرة القدم ومنتخب آيسلندا لكرة القدم. أما مع النوادي، فقد لعب مع نادي بريدابليك ونادي ستارت.

## وصلات خارجية
- غودموندور كريستجانسون على موقع اتحاد النرويج (النرويجية)
- غودموندور كريستجانسون على موقع قاعدة بيانات كرة القدم.إي يو (الإنجليزية)
- غودموندور كريستجانسون على موقع ناشيونال فوتبول تيمز (الإنجليزية)
- غودموندور كريستجانسون على موقع Soccerway.com (الإنجليزية)